# I
 For alternative betydninger, se I (flertydig). (Se også artikler, som begynder med I)
I, i er det niende bogstav i det latinske alfabet.
I gotisk trykskrift var der kun ét tegn for såvel I som J.

## Prikken over i'et
Prikken over i'et går igen i flere sprog og stammer måske fra fransk i 11. århundrede, da prikken blev indført. Over det græske bogstav iota (ι) og over det latinske I fandtes prikken ikke. Den blev fuldstændiggørelsen af i'et, fordi den forhindrede at bogstavet forveksledes med andre. Begrebet tøddel er blevet brugt som betegnelsen for prikken som en del af et skrifttegn. 
På dansk dækker betegnelsen over det, der færdiggør en ting. Et jordbær på en lagkage kan være prikken over i'et. Det kan også betegnes som på engelsk The Final Touch. Prikken over i'et betyder mere eller mindre at man laver de sidste detaljer til produktet.
I det tyrkiske alfabet findes I med og uden prik:
- I ı – hverken prik over det store eller det lille bogstav (eksempel Diyarbakır, prik over det første i, ikke det andet).
- İ i – prik over både det store og det lille bogstav (eksempel İstanbul, med prik).